# Madame Achille Fould
'Madame Achille Fould' est un cultivar de rosier obtenu en 1903 par le rosiériste français Louis Lévêque. Il rend hommage à Mme Achille Fould, née Marie-Louise Heine (1865-1940), personnalité mondaine de l'époque et dame patronnesse de diverses œuvres.

## Description
Le buisson de ce rosier thé est érigé, au feuillage vert foncé, très vigoureux et sain, pouvant atteindre 200 cm de hauteur. Il peut donc être palissé en petit rosier grimpant. Ses roses doubles sont grosses, pleines, bien turbinées. Leur coloris est jaune franc avec des nuances cuivrées et saumon par la suite. Elles sont délicieusement parfumées. La floraison est remontante.
La zone de rusticité de cette variété est de 6b à 9b ; elle supporte donc le gel de l'hiver. Elle nécessite une situation ensoleillée et un sol bien drainé. Cette variété est toujours commercialisée avec succès dans les catalogues internationaux des amateurs de roses à l'ancienne, sous diverses latitudes, surtout Outre-Atlantique, et au Japon. Elle est appréciée sous le climat méditerranéen.

## Notes et références

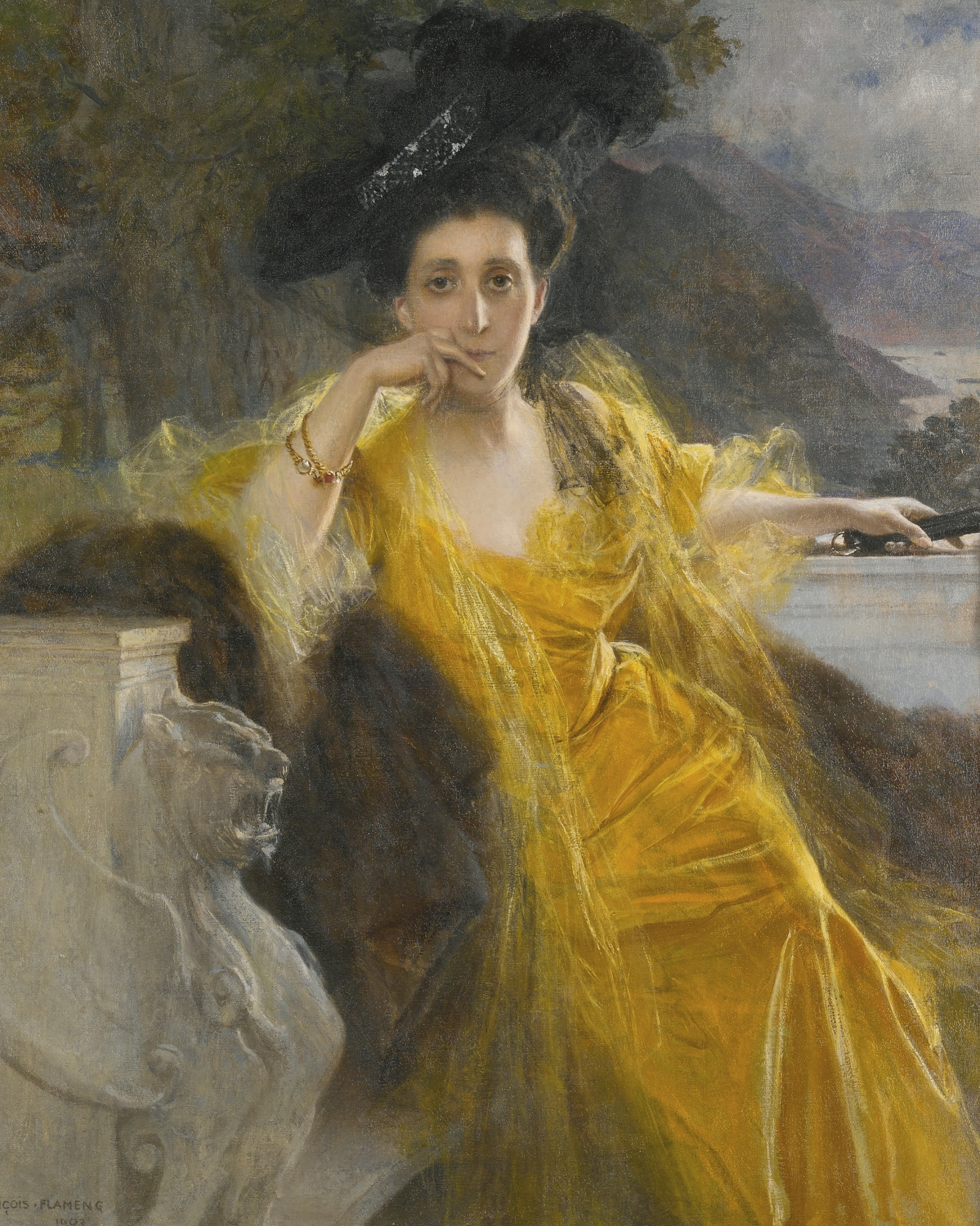
Portrait de Mme Achille Fould, par Flameng (1903), coll. part.